# Polská brána (Levoča)
Polská brána (též Klášterní brána, Klášterní věž, Brána pod jednou věží) je věž z druhé poloviny 14. století, která se nachází mezi západní stranou Starého minoritského kostela a vnitřním pásem středověkého opevnění města Levoča. Jedná se o třípatrovou hranolovou věž s průjezdem, horizontálně členěnou trojicí profilovaných kamenných říms. Nároží věže je zpevněno stupňovitým pilířem. Na pilíři je umístěna nika s kamennou kružbou a konzolou pro sochu. Ve druhém patře je gotické lomené okno s profilovanou kružbou a v každém patře jsou štěrbinové nebo čtvercové střílny. Polská brána je coby součást starého minoritského kostela v Levoči chráněna jako Národní kulturní památka Slovenské republiky.
Věž byla přistavěna k západní zdi staroměstského minoritského kostela a vnitřnímu pásu městského opevnění ve druhé polovině 14. století Pravděpodobně sloužila jako průchod k hospodářským budovám a ambitu staroměstského minoritského kláštera. Částečně plnila i obrannou funkci, neboť ve věži byla přítomna část městské posádky, trubač a hlásný. V průběhu 15. století, po rozšíření města o dolní část, ztratila svou obrannou funkci. Později zde byly umístěny zvony a sloužila jako kostelní věž.
Ve starší literatuře se název Polská brána spojoval s výkladem cesty do Polska, která měla vést právě touto branou, označení brána je však nesprávné, neboť se nikdy nejednalo o městskou bránu. V blízkosti Polské brány stávala Klášterní věž (Kalastrum) s branou, v místě dnešní křižovatky Žiacké ulice ke schodišti a cesty vedoucí příkopem opevnění, která tvořila spojnici s Levočským potokem a mlýny. V roce 1531 byla brána Klášterní věže z bezpečnostních důvodů zasypána. V roce 1835 věž ještě stála a po požáru v roce 1849 v Kláštorské ulici byla zbořena.